# Castiarina lisaejessicae
Castiarina lisaejessicae es una especie de escarabajo del género Castiarina, familia Buprestidae. Fue descrita científicamente por Hawkeswood & Turner en 2009.